# Khodoriv
Khodoriv (en ukrainien : Ходорів) ou Khodorov (en russe : Ходоров ; en polonais : Chodorów) est une ville de l'oblast de Lviv, en Ukraine. Sa population s'élevait à 8 954 habitants en 2022.

## Géographie
Khodoriv est située à 52 km au sud-est de Lviv.

## Histoire
La première mention de la ville remonte à 1394. Dans de nombreux documents historiques, son nom est Khodoriv-stav. Elle est associée au nom masculin « Ferir » et à sa situation au-dessus d'un grand lac. Au XVe siècle, Khodoriv reçoit le statut de ville.
Khodoriv est une des principales villes industrielles du raïon de Jydatchiv et un important carrefour ferroviaire. On y trouve plusieurs usines, dont une raffinerie de sucre et une usine d'équipements polygraphiques.
La ville possède plusieurs édifices intéressants, dont l'église Saint-Michael. Une nouvelle église, due à Oleksandr Matviiv, a été construite au début du XXIe siècle.

## Lieux patrimoniaux

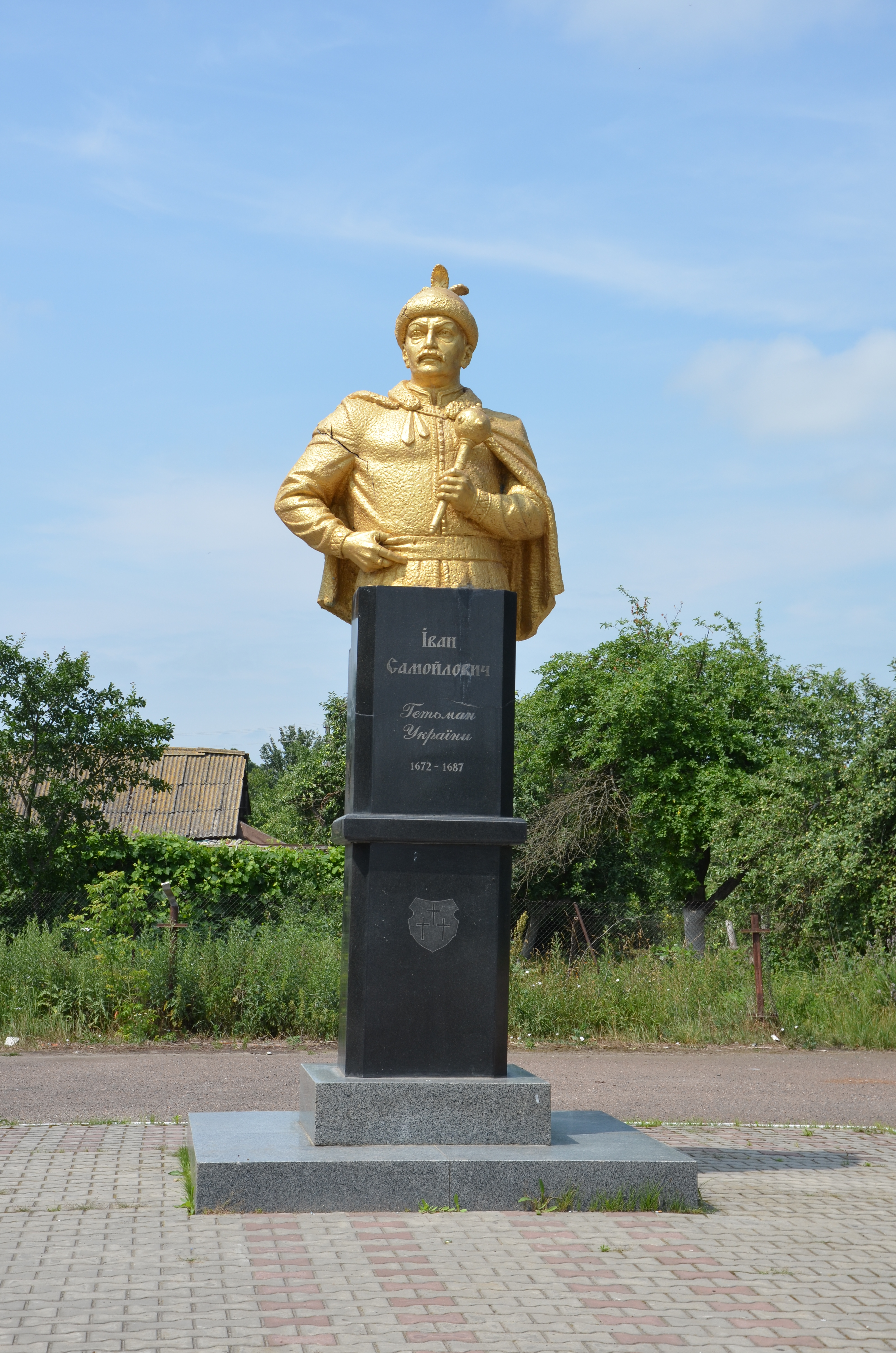
Buste de Ivan Samoïlovytch,
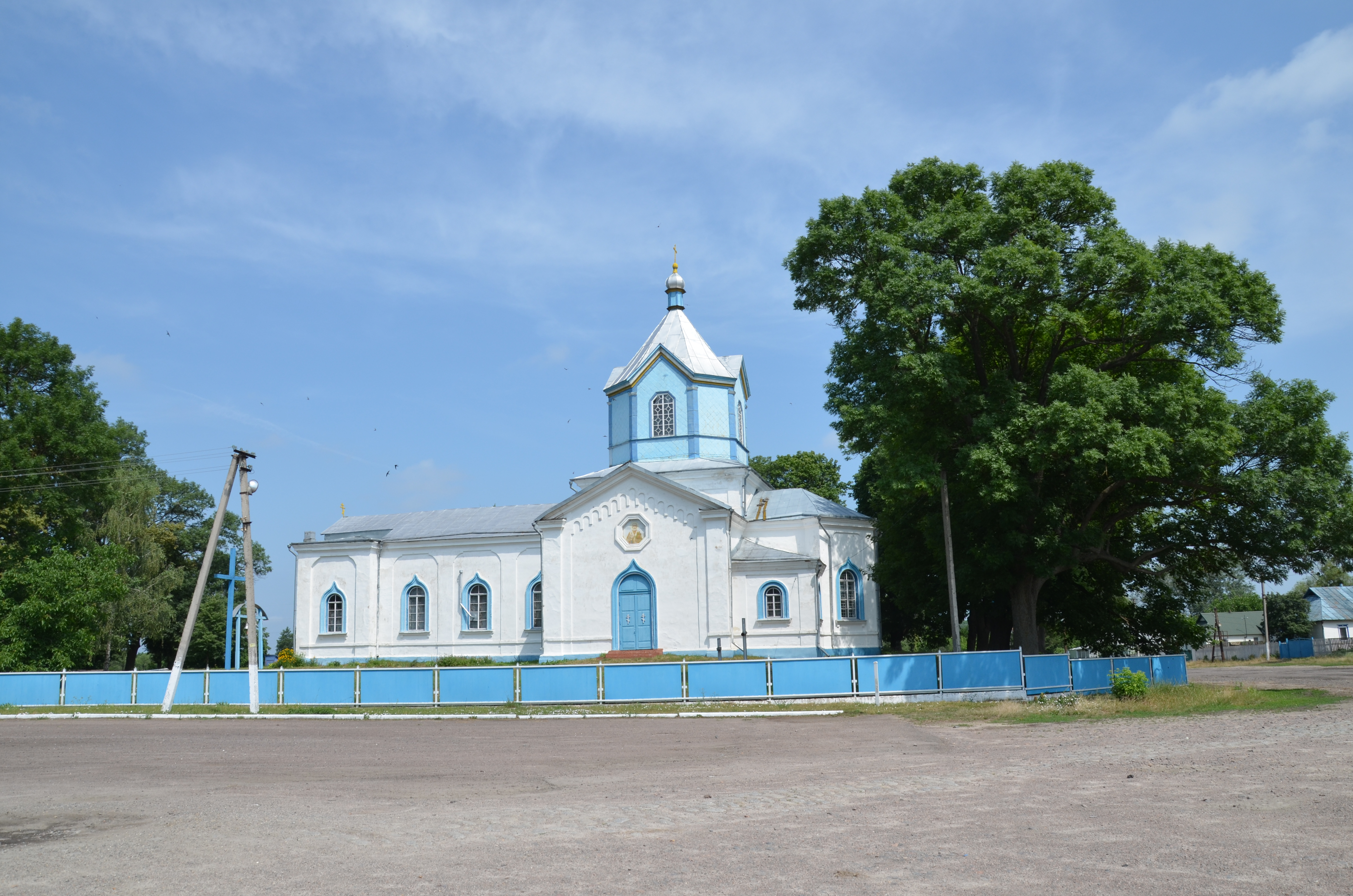
église de la Nativité classée
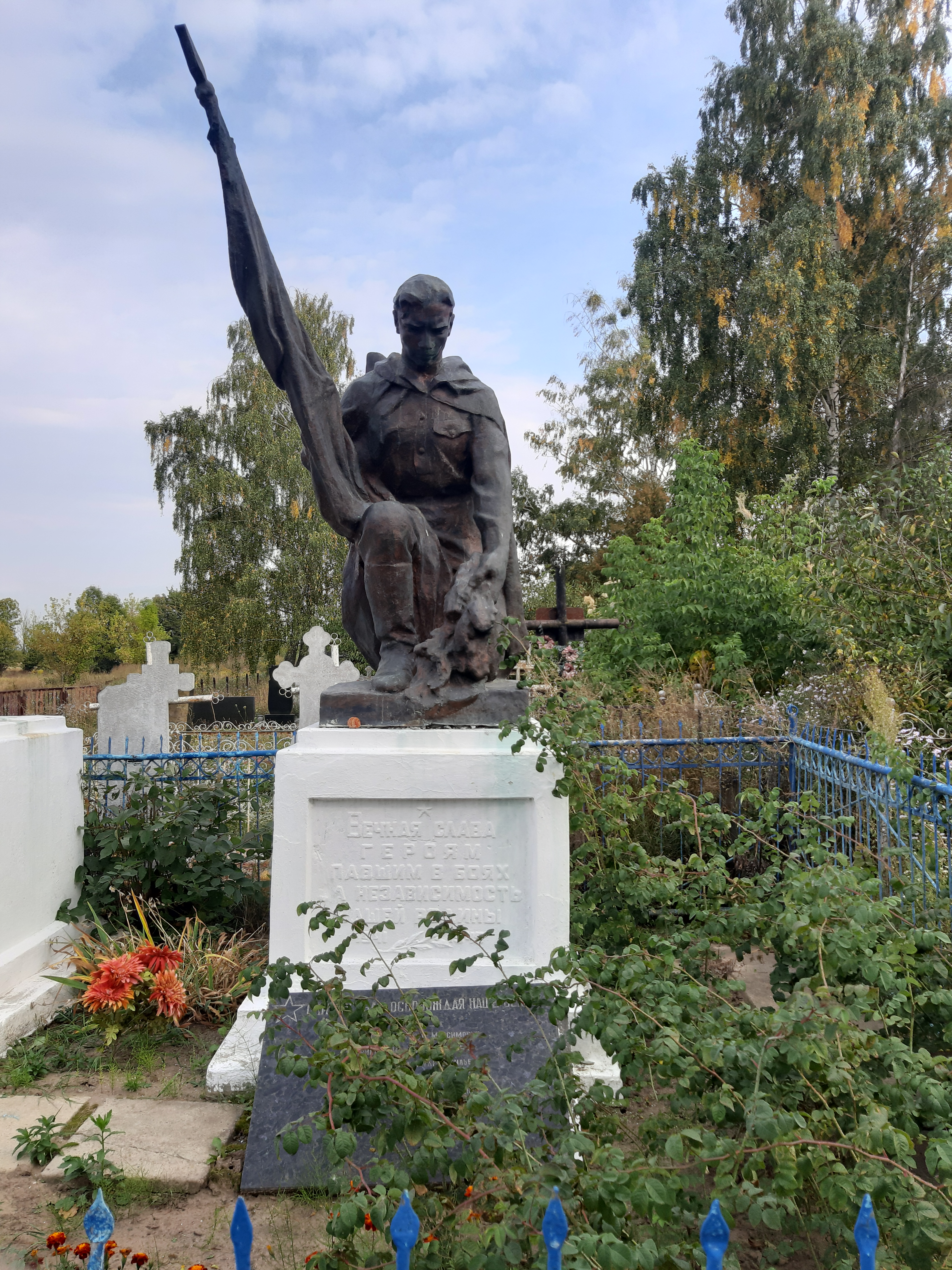
ossuaire de soldats classé
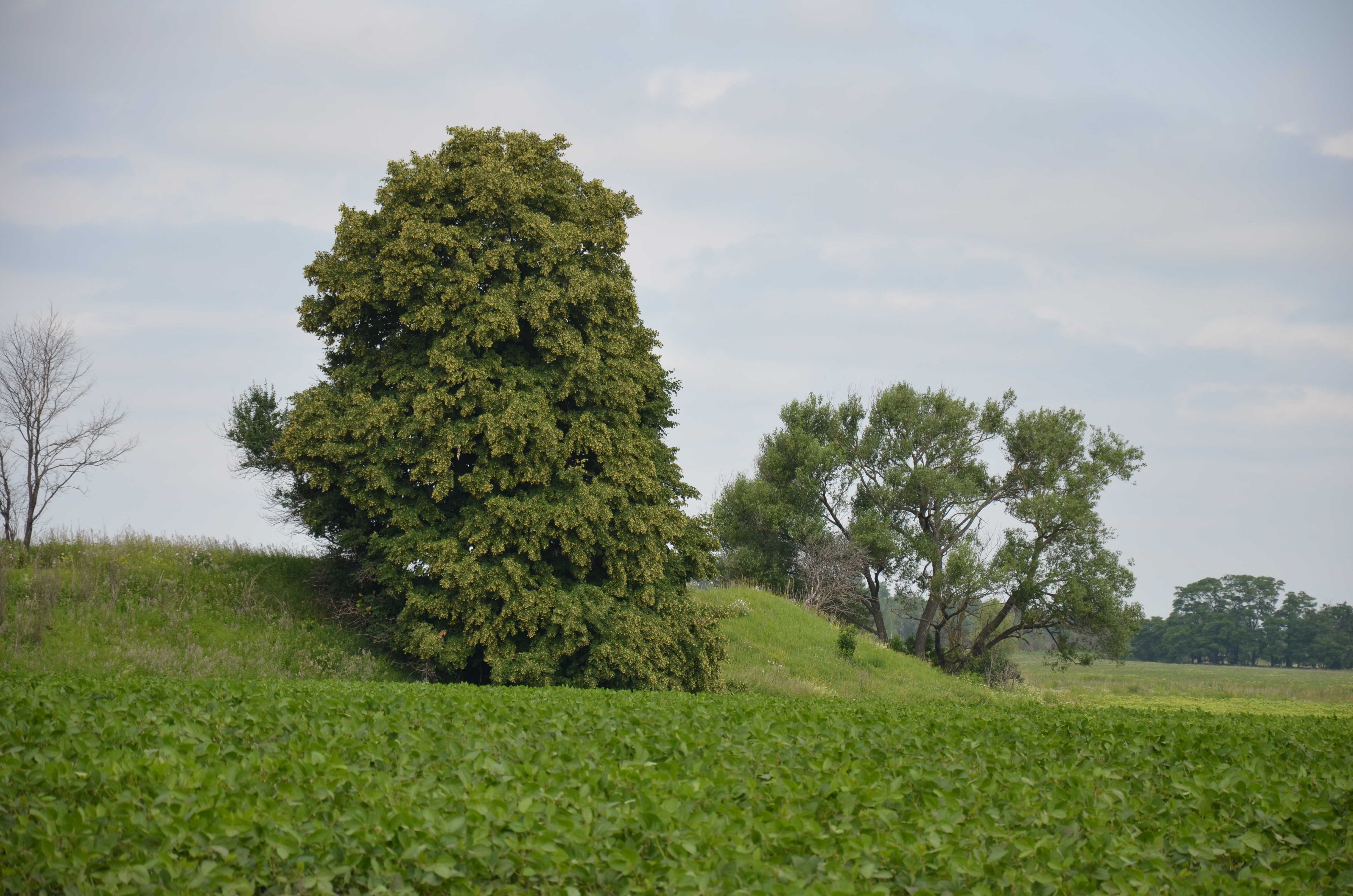
colline fortifiée classée[3].

## Personnalités liées à Khodoriv
- Tarsykia Matskiv, née en 1919 à Khodoriv, tuée en 1944, religieuse ukrainienne, proclamée martyre et bienheureuse par l'Église catholique.
- Anna Goscinny née Bereśniak, née le 7 mai 1889 à Khodorov, mère de René Goscinny.

## Population
Recensements (*) ou estimations de la population :
| 1939  | 1959* | 1970* | 1979*  | 1989*  |
| ----- | ----- | ----- | ------ | ------ |
| 7 300 | 8 991 | 9 878 | 10 696 | 12 455 |

| 2001*  | 2010  | 2011  | 2012  | 2013  |
| ------ | ----- | ----- | ----- | ----- |
| 10 565 | 9 884 | 9 900 | 9 891 | 9 829 |

## Transports
Khodoriv se trouve à 64 km de Lviv par le chemin de fer et à 78 km par la route.